# 塔斯馬尼亞語言
塔斯马尼亚语是塔斯马尼亚岛的土著语言，由塔斯马尼亚原住民使用。这些语言於1830年代從日常生活中絕跡，1905年，最後一位使用塔斯馬尼亞語的人去世。